# ガステックサービス
ガステックサービス株式会社（英: GASTEC SERVICE, INC.）は、かつて愛知県豊橋市に本社を置いていたLPガス事業者である。2019年12月に中部ガスがガステックサービスを吸収合併し、社名をサーラエナジーとした。

## 概要
サーラグループの1社でLPガスや石油製品の販売の他、リフォーム工事の設計・施工、産業用機械や産業用資材の販売、ガソリンスタンドやホテル、飲食店の経営等、多岐に渡る業務を行っていた。現在の社名は、サーラエナジー株式会社。

## 沿革
- 1961年（昭和36年）10月 - 中部液化ガス株式会社（ちゅうぶえきかガス）として設立[2]。
- 1984年（昭和59年）11月 - ガステックサービス株式会社に商号を変更[2]。
- 1985年（昭和60年）12月 - 名古屋証券取引所市場第二部に株式を上場[2]。
- 1988年（昭和63年）
  - 3月 - 東京証券取引所市場第二部に株式を上場[2]。
  - 11月 - 名古屋証券取引所市場第一部および東京証券取引所市場第一部に指定替え[2]。
- 2002年（平成14年）
  - 4月23日 - 共同持株会社設立の為上場廃止[2]。
  - 5月 - 株式会社中部および新協オートサービス株式会社と共同持株会社である株式会社サーラコーポレーションを設立[2]。
- 2008年（平成20年）8月2日 - ガステックサービスを開発主体としたココラフロント（サーラタワー）をオープン[2]。
- 2012年（平成24年）4月1日 - 関東支社を子会社のグッドライフサーラ関東株式会社に統合[2]。
- 2019年（令和元年）12月1日 - グループ会社の中部ガスに吸収合併[4]、同時に商号を「サーラエナジー」と改める。

## 主要事業所
- 本社（愛知県豊橋市）
- 支社等
  - 東三河支社（愛知県豊橋市）
  - 西三河支社（愛知県安城市）
  - 名古屋支社（岐阜県大垣市）
  - 静岡支社（静岡県静岡市）
  - 浜松支社（静岡県浜松市）
  - 仙台営業所（宮城県仙台市）
  - 広島営業所（広島県広島市）

## 関連会社
- サーラグループ各社